# آرمسترانگ ویتورث آلبمارل
آرمسترانگ ویتورث ای‌دبلیو۴۱ آلبمارل یک هواپیمای ترابری دو موتوره بود که توسط شرکت هواپیماسازی بریتانیایی آرمسترانگ ویتورث توسعه یافت و عمدتاً توسط ای‌دبلیو هاوکسلی، یکی از شرکت‌های تابعه شرکت هواپیماسازی گلاستر تولید شد. آلبمارل یکی از هواپیماهایی بود که در طول جنگ جهانی دوم وارد خدمت نیروی هوایی سلطنتی بریتانیا (RAF) شد.

## کاربران
- اتحاد جماهیر شوروی

- بریتانیا

## مشخصات فنی
داده‌ها از The Unloved Albemarle, Armstrong Whitworth Aircraft since 1913
ویژگی‌های عمومی
- خدمه: چهار نفر (دو خلبان، ناوبر و اپراتور رادیویی) در پیکربندی ترابری
  - شش (دو خلبان، ناوبر/ بمب انداز، اپراتور رادیویی و دو توپچی) در پیکربندی بمب‌افکن
- ظرفیت: ۱۰ نفر نیرو
- طول: ۵۹ فوت ۱۱ اینچ (۱۸٫۲۶ متر)
- پهنای بال: ۷۷ فوت ۰ اینچ (۲۳٫۴۷ متر)
- ارتفاع: ۱۵ فوت ۷ اینچ (۴٫۷۵ متر)
- مساحت بال‌ها: ۸۰۳٫۵ فوت مربع (۷۴٫۶۵ متر مربع)
- وزن خالی: ۲۵٬۳۴۷ پوند (۱۱٬۴۹۷ کیلوگرم)
- بیشترین وزن برخاست: ۳۶٬۵۰۰ پوند (۱۶٬۵۵۶ کیلوگرم)
- ظرفیت سوخت: ۷۶۹ گالون بریتانیایی (۹۲۴ گالون آمریکایی؛ ۳٬۵۰۰ لیتر) در حالت عادی، ۱٬۳۹۹ گالون بریتانیایی (۱٬۶۸۰ گالون آمریکایی؛ ۶٬۳۶۰ لیتر) با تانکرهای کمکی
- پیشرانه: ۲ عدد موتور شعاعی ۱۴ سیلندر هوا خنک بریستول هرکول XI, ۱٬۵۹۰ اسب بخار (۱٬۱۹۰ کیلووات)  در هر موتور
- ملخ‌ها: سهملخه د هاویلند هیدروماتیک

عملکرد
- حداکثر سرعت: ۲۶۵ مایل بر ساعت (۴۲۶ کیلومتر بر ساعت، ۲۳۰ گره) در ۱۰٬۵۰۰ فوت (۳٬۲۰۰ متر)
- سرعت کروز: ۱۷۰ مایل بر ساعت (۲۷۰ کیلومتر بر ساعت، ۱۵۰ گره)
- سرعت واماندگی: ۷۰ مایل بر ساعت (۱۱۰ کیلومتر بر ساعت، ۶۱ گره) (فلپ‌هاو ارابه فرود پایین)[۵]
- بُرد: ۱٬۳۰۰ مایل (۲٬۱۰۰ کیلومتر، ۱٬۱۰۰ مایل دریایی)
- حداکثر ارتفاع: ۱۸٬۰۰۰ فوت (۵٬۵۰۰ متر)
- نرخ صعود: ۹۸۰ فوت بر دقیقه (۵٫۰ متر بر ثانیه)

تسلیحات

- اسلحه‌ها: ** چهار × مسلسل برونینگ .303 in (۷٫۷ میلی‌متر) در برجک پشتی.
  - دو × مسلسل کالیبر ۳۰۳ (۷٫۷ میلی‌متر) در برجک میانی (فقط نمونه اولیه)
- بمب‌ها: مخزن داخلی برای ۴٬۵۰۰ پوند (۲٬۰۰۰ کیلوگرم) بمب